# Evert Lundquist (artiste)
Pour les articles homonymes, voir Lundquist.
Evert Ernst Erland Olof Lundquist, né le 17 juillet 1904 à Stockholm où il est mort le 4 novembre 1994, est un peintre et graphiste suédois.

## Biographie
Il est né à Stockholm, fils d'un fonctionnaire des chemins de fer, Ernst Lundquist, et d'Olga Eugenia Maria Charlotta Lundquist (née Björck). Lundquist, par le biais de la famille de sa mère, était un parent de la célèbre chanteuse Johanna Maria "Jenny" Lind et du peintre Oscar Björck. Il était le plus jeune des trois enfants ; son frère Edvard est né en 1898 et sa sœur Elsa en 1902. La maison familiale était située à Stockholm, au 9 Tegnérgatan. Son enfance a été décrite comme étant de classe moyenne, correcte et calme.
Lundquist a eu des épisodes de dépression et de maladie qui ont retardé son éducation. Sa dépression était souvent exacerbée par les longs et sombres mois d'automne en Suède. Lundquist avait déjà éprouvé des sentiments de "morosité" en 1920, et en 1929, il était entré dans une maison de repos sur l'île de Lidingö pour se rétablir. Les dépressions récurrentes, principalement pendant la saison automnale, deviendront un événement récurrent dans la vie de Lundquist. Ces adversités personnelles étaient généralement inconnues du public car Lundquist a créé un récit public qui le présentait dans un style qu'il préférait. Son désir d'obscurcir et de cacher les aspects désagréables et incontrôlés de sa vie a conduit à des suggestions d'un parallèle/corollaire à son œuvre.
Il a vécu et travaillé à Saltsjö-Duvnäs, dans la banlieue de Stockholm. À la fin des années 1940 et au début des années 1950, Evert Lundquist et sa femme Ebba Reutercrona se joignent aux artistes Roland Kempe et Staffan Hallström pour vivre ensemble dans la maison familiale d'Olle Nyman à Saltsjö-Duvnäs. Ce groupe d'artistes a commencé à être identifié comme le "Groupe de Saltsjö-Duvnäs". Le groupe avait des bases plutôt lâches et ne suivait aucune idéologie ou prémisse philosophique. Ils étaient cependant centrés sur une exploration de la nature matérielle de la peinture, "à partir de la petite perspective, avec pour point de départ la poésie de la vie quotidienne rurale",.
Dans la première partie des années 1980, une détérioration progressive de la vue de Lundquist l'amène à peindre moins,. Lundquist utilise des étiquettes avec un texte très grand attaché à ses tubes de peinture afin de faciliter sa reconnaissance des couleurs qu'ils contiennent. Cela aidait l'artiste à éliminer toute erreur dans son travail, ce qui était d'une importance cruciale car sa vue limitée l'obligeait à terminer toute peinture en une seule séance, Les dernières peintures connues de Lundquist datent de 1989-1990.
En 1984, Lundquist publie son autobiographie, From the Life of a Painter (en suédois Ur ett Målarliv), qui réaffirme une grande partie de son « récit » personnel que Lundquist préfère partager publiquement.
Evert Ernst Erland Olof Lundquist est décédé le 4 novembre 1994 à Stockholm.

## Éducation/éducateur dans le domaine des arts
Lundquist se souvient avoir créé son premier tableau à l'âge de quatorze ans, en 1918. Il s'agissait d'un homme aux cheveux roux qu'il avait créé en utilisant les peintures pour porcelaine de sa mère. En tant qu'étudiant privé, Lundquist a étudié et obtenu son baccalauréat en 1923 ; il s'est alors senti libre de poursuivre son intérêt pour la peinture. À partir du 15 janvier 1924, Lundquist a officiellement commencé son éducation artistique à l'école de peinture de Carl Wilhelmson à Stockholm. Lundquist se souvient du plaisir qu'il a pris à réaliser que ses compétences techniques se développaient et aussi de sa surprise lorsque son professeur a introduit un modèle nu pour le cours de dessin.
Il a ensuite fréquenté brièvement l'école de peinture d'Edward Berggren, qui avait créé l'école avec son ami et collègue Gottfrid Larsson en 1920. Plus tard, en mai 1924, Lundquist s'est rendu à Wimereux, en France, pour étudier le plâtre avec l'artiste Jean Cottenet et apprendre le français,. (Cottenet enseignera peu de temps après à Henri Cartier-Bresson après que ses parents, frustrés par le fait qu'Henri échouait trois fois au baccalauréat, aient cédé à son désir de devenir artiste). Pendant son séjour à Wimereux, Lundquist vit à « La Ruche », une villa appartenant à la famille Cottenet. Pendant l'été, il peint son premier paysage lors d'un voyage en voiture aux Neyrolles, en France. Lundquist se souvient bien de cette période et affirme que c'est ainsi qu'il a acquis « l'esprit français » qui, selon lui, ne l'a jamais quitté.
Il s'est ensuite rendu à la prestigieuse Académie Julian à Paris, où il a non seulement remarqué les fenêtres sales et le désordre, mais aussi le succès de l'école dans l'enseignement d'artistes de renommée mondiale. Sous la direction de Paul Albert Laurens, Lundquist dessine de dix heures du matin à quatre heures de l'après-midi, travaillant pendant plusieurs jours pour produire un dessin qui serait considéré comme « complet ». Lundquist se souvient également du temps qu'il a passé à errer dans les couloirs du musée du Louvre pour étudier des artistes importants comme étant important pour son éducation artistique.
En mai 1925, il retourne en Suède, s'installe à Berg et se plonge dans la philosophie et la culture nordique,. En août, il est inscrit à l'école de peinture de Berggren dans ce qui était ostensiblement un cours préparatoire à son admission éventuelle à l'Académie royale des arts de Suède. En septembre, il s'inscrit à l'Académie royale des arts de Suède (1925-1931) où, une fois de plus, il est l'élève de Carl Wilhelmson. L'acceptation de Lundquist à l'Académie royale des arts de Suède lui donne le sentiment que le monde s'ouvre à lui ; il parle d'une « élévation » . Alors qu'il étudie avec Wilhelmson, un autre élève conseille au jeune Lundquist de trouver son propre style au lieu d'essayer d'imiter Léonard de Vinci. Wilhelmson, qui a entendu la conversation, a rejeté le conseil de l'étudiant. Il estimait que, dans la quête de Lundquist pour se réaliser, il était important « d'aimer quelque chose de plus élevé (et) d'étudier les maîtres ». Lundquist se souvient que Wilhelmson était l'une des rares personnes, sinon la seule, à croire en ses capacités. Néanmoins, Lundquist a postulé et a été accepté dans le département de décoration de l'école où Olle Hjortzberg était son professeur. Lundquist estime que cette « expérience » n'a pas abouti et « n'a porté que de maigres fruits ». Il invoque son « snobisme artistique » qui l'empêche de créer les pastiches qu'on lui demande. Bien qu'il ait, à l'occasion, récolté de « maigres fruits », Lundquist estime que son séjour à l'Académie a été bien employé. Au-delà de son éducation en tant qu'artiste, l'Académie avait favorisé une rupture avec son introspection et sa timidité, et il s'était fait de nombreux bons amis. Pendant son séjour, Lundquist a reçu le surnom de " Ludde ", un nom que ses amis et collègues artistes continueront à utiliser tout au long de sa vie,.
En 1959, Lundquist commence à enseigner la peinture à l'école des beaux-arts de Gerlesborgskolan. En 1960, il enseigne également au Konsthögskolan (Institut royal des arts), poste qu'il occupera pendant les dix années suivantes,.